# هبریدهای داخلی

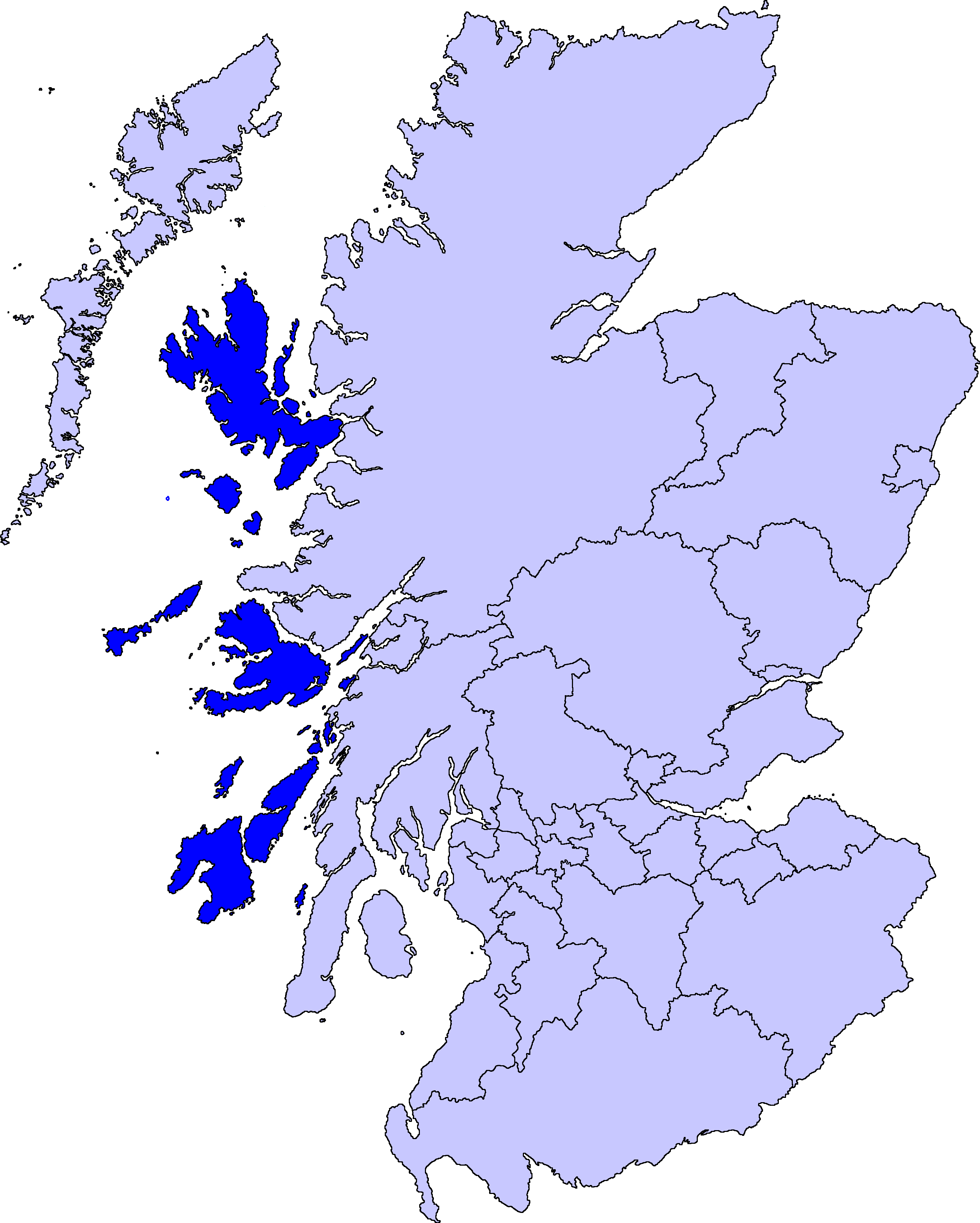
هبریدهای داخلی در نقشه اسکاتلند.

هبریدهای داخلی (انگلیسی: Inner Hebrides) (به زبان گیلیک اسکاتلندی: Na h-Eileanan a-staigh) نام مجمع‌الجزایری است در نزدیکی ساحل غربی خاک اصلی اسکاتلند. هبریدهای داخلی در جنوب خاوری هبریدهای بیرونی قرار گرفته‌اند.
این دو مجموعه‌جزیره، همراه هم منطقه‌ای به نام هبریدها را تشکیل می‌دهند که آب‌وهوایی ملایم و اقیانوسی دارد.
هبریدهای داخلی از ۳۵ جزیره مسکونی و ۴۴ جزیره غیرمسکونی تشکیل شده‌است. هبریدهای داخلی امروزه از نظر اداری به دو ناحیه اداری شمال و جنوب تقسیم شده‌اند که با هم (در سال ۲۰۱۱ میلادی) ۱۸٬۹۴۸ نفر جمعیت و ۴٬۱۳۰ کیلومتر مربع مساحت دارند.
فعالیت‌های اصلی تجاری در هبریدهای داخلی عبارت است از گردشگری، مزرعه‌داری، ماهیگیری، و ساخت ویسکی. مردم هبریدهای داخلی (به‌ویژه در جزیره اسکای) نسبت به مناطق دیگر بریتانیا وابستگی مذهبی بیشتری دارند. بخش بزرگی از مردم این منطقه عضو کلیسای آزاد اسکاتلند و دیگر کلیساها هستند.

### جزیره‌های اصلی
جزیره‌های بخش اداری شمالی که از سوی منطقه هایلند اداره می‌شوند:
- اسکای
- راسای
- اسکلپی
- رونا

### جزایر کوچک
- کانا
- ایگ
- ماک
- رام
- سوئی
- استک آمیدیس

جزیره‌های بخش اداری جنوبی که از سوی منطقه آرگیل و بیوت اداره می‌شوند:
- کال
- کالانسی
- آیونا
- ایسلی
- جورا
- مال
- آرانسی
- استفا
- تیری
- اولوا